# Heterostylites longioperculis
Heterostylites longioperculis är en kräftdjursart som beskrevs av Mungo Park 2000. Heterostylites longioperculis ingår i släktet Heterostylites och familjen Heterorhabdidae. Inga underarter finns listade i Catalogue of Life.